# Congopapegaai
De Congopapegaai (Poicephalus gulielmi) is een vogel uit de familie papegaaien van Afrika en de Nieuwe Wereld. Deze vogel is in 1849 geldig beschreven door de Schotse natuuronderzoeker William Jardine en genoemd naar zijn zoon William (latijn Gulielmi) die deze vogel uit Afrika had meegenomen. 

## Verspreiding en leefgebied
Deze soort komt voor in centraal en westelijk Afrika en telt drie ondersoorten:
- P. g. fantiensis: van Liberia tot Ghana.
- P. g. gulielmi: van Kameroen tot noordelijk Angola, oostelijk Congo-Kinshasa en westelijk Oeganda.
- P. g. massaicus: westelijk en centraal Kenia en noordelijk Tanzania.

## Status
De grootte van de populatie is niet gekwantificeerd maar de soort wordt omschreven als schaars tot vrij algemeen. Op de Rode lijst van de IUCN heeft deze soort de status niet bedreigd.